# Antología del humor negro
La Antología del humor negro (en francés Anthologie de l'humour noir) es una antología de 45 escritores editada por André Breton. Fue publicada por primera vez en 1940 en París por Éditions du Sagittaire y su distribución fue inmediatamente prohibida por el gobierno Vichy. Fue reimpresa en 1947 después del retorno de Breton de su exilio, con unas cuantas adiciones. En 1966, Breton, "habiendo resistido la tentación de añadir más nombres", publicó el libro de nuevo y llamó a esta versión "la definitiva".
La antología no sólo introdujo a varios escritores por entonces desconocidos o casi olvidados, sino que también acuñó el término "humor negro" (que como Breton dijo, hasta entonces no significaba nada, a menos que alguien imaginara bromas acerca de personas negras). El término pasó a ser usado por el público en general desde entonces. La elección de autores fue hecha exclusivamente por Breton y fue de acuerdo a su gusto personal. Los autores que aparecen en la obra, que cuentan cada uno con un pequeño prefacio seguido de algunos de sus escritos, aparecen ordenados cronológicamente.

## Autores de la versión "definitiva" de 1966
- Jonathan Swift
- D.-A.-F.de Sade
- Georg Christoph Lichtenberg
- Charles Fourier
- Thomas de Quincey
- Pierre-François Lacenaire
- Petrus Borel
- Christian Dietrich Grabbe
- Edgar Allan Poe
- Xavier Forneret
- Charles Baudelaire
- Lewis Carroll
- Villiers de l'Isle-Adam
- Charles Cros
- Friedrich Nietzsche
- Isidore Ducasse (Conde de Lautréamont)
- Joris-Karl Huysmans
- Tristan Corbière
- Germain Nouveau
- Arthur Rimbaud
- Alphonse Allais
- Jean-Pierre Brisset
- O. Henry
- André Gide
- John Millington Synge
- Alfred Jarry
- Raymond Roussel
- Francis Picabia
- Guillaume Apollinaire
- Pablo Picasso
- Arthur Cravan
- Franz Kafka
- Jakob van Hoddis
- Marcel Duchamp
- Hans Arp
- Alberto Savinio
- Jacques Vaché
- Benjamin Péret
- Jacques Rigaut
- Jacques Prévert
- Salvador Dalí
- Jean Ferry
- Leonora Carrington
- Gisèle Prassinos
- Jean-Pierre Duprey